# Bethany College

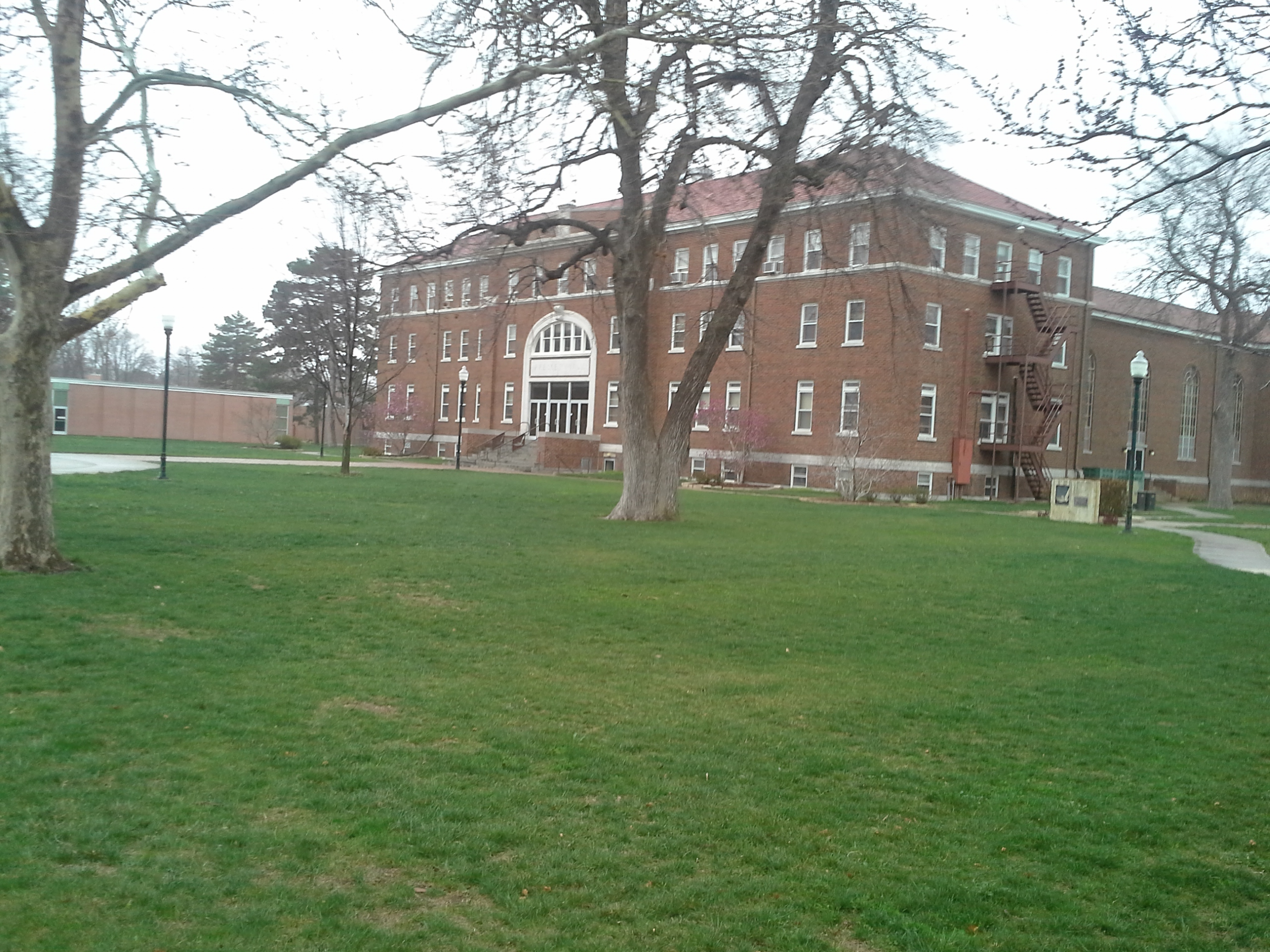
Bethany College i Lindsborg, Kansas.

Bethany College är en högskola i Lindsborg, Kansas, USA. Det är knutet till Evangelical Lutheran Church in America (ELCA) och har ett starkt svenskt arv. Bethany College grundades av svenska lutherska invandrare 1881. Drygt 600 studenter studerar vid högskolan.
Svensk-lutherska nybyggare arbetade tillsammans med pastor Dr Carl Aaron Swensson, Bethanys grundare, för att etablera Bethany Academy den 15 oktober 1881, i sakristian i Bethany Lutheran Church i Lindsborg, Kansas, med tio studenter. Bethany växte snabbt och utvecklades från Academy till och med 1885, till Bethany Normal Institute 1887, till Bethany College 1889. Kända Bethany-presidenter under 1900-talet inkluderar pastor Dr Ernst Frederick Wilhelm Pihlblad (1873–1943), som var professor från 1895 till 1904 och president 1905 till 1941. Under Pihlblad ackrediterades Bethany och blev medlem av Musikskolornas riksförbund. Under överinseende av Emory K. Lindquist (1908–1992), som tillträdde som president 1943, överlevde Bethany problemen under kriget och under efterkrigstidens växte Amerika och förbättrade sitt rykte. Lindquist var författare till Bethany in Kansas: The History of a College (1975). Den 13 maj 2016 tillkännagav Bethany Colleges styrelse utnämningen av William Jones president för Bethany College.